# Campionati mondiali di sci nordico 1925
I Campionati mondiali di sci nordico 1925, seconda edizione della manifestazione, si svolsero dal 4 al 14 febbraio a Johannisbad, in Cecoslovacchia (l'odierna Janské Lázně, in Repubblica Ceca), e contemplarono esclusivamente gare maschili. Vennero assegnati quattro titoli mondiali: ai due dello sci di fondo e a quello del salto con gli sci già inseriti nel programma di Chamonix-Mont-Blanc 1924 si aggiunse quello della combinata nordica, che a Chamonix era stato considerato valido ai soli fini olimpici.

## Risultati

### Combinata nordica
| Posizione | Atleta             | Nazione        | Punti  |
| --------- | ------------------ | -------------- | ------ |
| 1         | Otakar Německý     | Cecoslovacchia | 35,816 |
| 2         | Josef Adolf        | Cecoslovacchia | 32,874 |
| 3         | Xaver Affentranger | Svizzera       | 31,403 |
| 4         | František Wende    | Cecoslovacchia | -      |
| 5         | Josef Bím          | Cecoslovacchia | -      |
| 6         | Johan Blomseth     | Norvegia       | -      |

4 febbraio

Trampolino: Rübezahl

Fondo: 18 km

### Salto con gli sci
| Posizione | Atleta          | Nazione        | Punti  |
| --------- | --------------- | -------------- | ------ |
| 1         | Willen Dick     | Cecoslovacchia | 18,985 |
| 2         | Henry Ljungmann | Norvegia       | 18,444 |
| 3         | František Wende | Cecoslovacchia | 18,111 |
| 4         | Otto Schrimpel  | Cecoslovacchia | -      |
| 5         | Adolf Berger    | Cecoslovacchia | -      |
| 6         | Stefan Lauener  | Svizzera       | -      |

12 febbraio

Trampolino: Rübezahl

### Sci di fondo

#### 18 km
| Posizione | Atleta           | Nazione        | Tempo   |
| --------- | ---------------- | -------------- | ------- |
| 1         | Otokar Německý   | Cecoslovacchia | 1:43:38 |
| 2         | František Donth  | Cecoslovacchia | 1:43:54 |
| 3         | Josef Erleback   | Cecoslovacchia | 1:45:40 |
| 4         | Josef Adolf      | Cecoslovacchia | -       |
| 5         | Josef Bräth      | Cecoslovacchia | -       |
| 6         | Giuseppe Ghedina | Italia         | -       |

12 febbraio

#### 50 km
| Posizione | Atleta           | Nazione        | Tempo   |
| --------- | ---------------- | -------------- | ------- |
| 1         | František Donth  | Cecoslovacchia | 5:09:56 |
| 2         | František Häckel | Cecoslovacchia | 5:11:20 |
| 3         | Antonín Ettrich  | Cecoslovacchia | 5:15:12 |
| 4         | Josef Adolf      | Cecoslovacchia | -       |
| 5         | Josef Erleback   | Cecoslovacchia | -       |
| 6         | Joseph Německý   | Cecoslovacchia | -       |

14 febbraio

## Medagliere per nazioni
| Posizione | Nazione        | Oro | Argento | Bronzo | Totale |
| --------- | -------------- | --- | ------- | ------ | ------ |
| 1         | Cecoslovacchia | 4   | 3       | 3      | 10     |
| 2         | Norvegia       | 0   | 1       | 0      | 1      |
| 3         | Svizzera       | 0   | 0       | 1      | 1      |